# الأبيض المتوسط (فلم)
الأبيض المتوسط (بالإنجليزية: Mediterraneo) هو فيلم دراما تم إنتاجه في إيطاليا وصدر في سنة 1991.

## ترشيحات وجوائز
| السنة | الحدث  | الفئة           | النتيجة  |
| ----- | ------ | --------------- | -------- |
|       | أوسكار | أفضل فيلم أجنبي | فـــــوز |

## وصلات خارجية
- مقالات تستعمل روابط فنية بلا صلة مع ويكي بيانات

1. ↑  "معلومات عن الأبيض المتوسط (فيلم) على موقع dfi.dk". dfi.dk. مؤرشف من الأصل في 2019-12-10.
2. ↑  "معلومات عن الأبيض المتوسط (فيلم) على موقع tcm.turner.com". tcm.turner.com. مؤرشف من الأصل في 2019-12-10.
3. ↑  "معلومات عن الأبيض المتوسط (فيلم) على موقع synchronkartei.de". synchronkartei.de. مؤرشف من الأصل في 2019-12-10.